# В'ю-Парк-Віндзор-Гіллс (Каліфорнія)
В'ю-Парк-Віндзор-Гіллс (англ. View Park–Windsor Hills) — переписна місцевість (CDP) в США, в окрузі Лос-Анджелес штату Каліфорнія. Населення — 11 419 осіб (2020).

## Географія
В'ю-Парк-Віндзор-Гіллс розташований за координатами 33°59′40″ пн. ш. 118°20′52″ зх. д. / 33.99444° пн. ш. 118.34778° зх. д. (33.994472, -118.347762).  За даними Бюро перепису населення США в 2010 році переписна місцевість мала площу 4,77 км², з яких 4,77 км² — суходіл та 0,00 км² — водойми.

## Демографія
Згідно з переписом 2010 року, у переписній місцевості мешкало 11 075 осіб у 4535 домогосподарствах у складі 2965 родин. Густота населення становила 2321 особа/км².  Було 4777 помешкань (1001/км²).
Расовий склад населення:
| - 84,8 % — чорних або афроамериканців - 6,0 % — білих - 1,3 % — азіатів - 0,4 % — корінних американців - 2,2 % — осіб інших рас |

До двох чи більше рас належало 5,2 %. Частка іспаномовних становила 6,5 % від усіх жителів.
За віковим діапазоном населення розподілялося таким чином: 18,9 % — особи молодші 18 років, 59,8 % — особи у віці 18—64 років, 21,3 % — особи у віці 65 років та старші. Медіана віку мешканця становила 47,1 року. На 100 осіб жіночої статі у переписній місцевості припадало 80,6 чоловіків;  на 100 жінок у віці від 18 років та старших — 77,0 чоловіків також старших 18 років.
Середній дохід на одне домашнє господарство  становив 112 287 доларів США (медіана — 82 718), а середній дохід на одну сім'ю — 137 742 долари (медіана — 108 187). Медіана доходів становила 68 795 доларів для чоловіків та 65 208 доларів для жінок. За межею бідності перебувало 8,7 % осіб, у тому числі 6,8 % дітей у віці до 18 років та 7,6 % осіб у віці 65 років та старших.
Цивільне працевлаштоване населення становило 5556 осіб. Основні галузі зайнятості: освіта, охорона здоров'я та соціальна допомога — 29,6 %, фінанси, страхування та нерухомість — 11,0 %, публічна адміністрація — 10,7 %.